# Santa Ana, Guanajuato kommun
Santa Ana är en ort i Mexiko.   Den ligger i kommunen Guanajuato och delstaten Guanajuato, i den centrala delen av landet, 290 km nordväst om huvudstaden Mexico City. Santa Ana ligger 2 224 meter över havet och antalet invånare är 636.
Terrängen runt Santa Ana är kuperad. Runt Santa Ana är det ganska tätbefolkat, med 160 invånare per kvadratkilometer. Närmaste större samhälle är Guanajuato, 3,6 km söder om Santa Ana. Trakten runt Santa Ana består i huvudsak av gräsmarker.